# Цепцевицьке джерело
Цепце́вицьке джерело́ — гідрологічна пам'ятка природи місцевого значення в Україні. Об'єкт природно-заповідного фонду Рівненської області. 
Розташвана біля села Великі Цепцевичі Володимирецького району Рівненської області, на землях запасу Великоцепцевицької сільської ради. 
Площа 0,5 га. Статус надано згідно з рішенням Рівненського облвиконкому № 343 від 22.11.1983 року. Перебуває у віданні: Великоцепцевицька сільська рада. 
Потужне джерело з високоякісною водою.